# Hair - Sfida all'ultimo taglio (prima edizione)
La prima edizione di Hair - Sfida all'ultimo taglio è stata prodotta da Magnolia. È andata in onda dal 29 marzo 2015 al 3 maggio 2015. La vincitrice della prima edizione del programma è stata Consuelo Stoto, la quale, come premio del programma, ha vinto il titolo di “miglior parrucchiere amatoriale d'Italia” e un contratto di lavoro alla Toni&Guy, oltre che l'esclusiva card “Academy Member Club Aldo Coppola”. Il programma è presentato da Costantino della Gherardesca ed ha come giudici Cherity Cheah e Adalberto Vanoni.

## Concorrenti
I nove concorrenti sono i seguenti:
| Concorrente         | Età | Occupazione                                         | Città                    |
| ------------------- | --- | --------------------------------------------------- | ------------------------ |
| Simone Machieraldo  | 36  | Avvocato                                            | Torino                   |
| Alessandra Ciminari | 26  | Disoccupata                                         | Macerata                 |
| Maurizio Nosotti    | 25  | villaggi turistici                                  | Bresso (MI)              |
| Antonia Ninni       | 32  | parrucchiera a domicilio                            | Viggiano (PZ)            |
| Agostino Centinaro  | 21  | Parrucchiere                                        | Agrigento                |
| Consuelo Stoto      | 28  | Parrucchiera                                        | Cosenza                  |
| Luca Nebbia         | 26  | disoccupato                                         | Vercelli                 |
| Serena Fuorvito     | 23  | frequentatrice di corsi di acconciatura ed estetica | Scafati (SA)             |
| Sabrina Silvestri   | 20  | Studentessa                                         | Falconara Marittima (AN) |

## Tabella eliminazioni
| Piazzamento | Concorrente                   | Episodio 1 | Episodio 2 | Episodio 3 | Episodio 4 | Episodio 5 | Episodio 6 |  |
| ----------- | ----------------------------- | ---------- | ---------- | ---------- | ---------- | ---------- | ---------- |  |
|             | Vincitore della prova tecnica | Agostino   | Agostino   | Serena     | Agostino   |            |            |  |
| 1           | Consuelo Stoto                | MIGLIORE   | SALVA      | SALVA      | SALVA      | SALVA      | VINCITRICE |  |
| 2           | Agostino Centinaro            | SALVO      | MIGLIORE   | SALVO      | MIGLIORE   | MIGLIORE   | SECONDO    |  |
| 3           | Maurizio Nosotti              | SALVO      | SALVO      | SALVO      | SALVO      | SALVO      | TERZO      |  |
| 4           | Serena Fuorvito               | SALVA      | SALVA      | MIGLIORE   | SALVA      | SALVA      | QUARTA     |  |
| 5           | Simone Machieraldo            | SALVO      | SALVO      | SALVO      | SALVO      | ELIMINATO  |            |  |
| 6           | Luca Nebbia                   | SALVO      | SALVO      | SALVO      | ELIMINATO  |            |            |  |
| 7           | Antonia Ninni                 | SALVA      | SALVA      | ELIMINATA  |            |            |            |  |
| 8           | Alessandra Ciminari           | SALVA      | ELIMINATA  |            |            |            |            |  |
| 9           | Sabrina Silvestri             | ELIMINATA  |            |            |            |            |            |  |

Legenda:
     (VINCITRICE) La concorrente ha vinto lo show
     (SECONDO) Il concorrente si è piazzato al secondo posto
     (TERZO) Il concorrente si è piazzato al terzo posto
     (QUARTA) La concorrente si è piazzata al quarto posto
     (MIGLIORE) Il concorrente ha vinto la puntata
     (SALVO) Il concorrente è salvo e accede alla puntata successiva
     (ULTIMI 2/3) Il concorrente è a rischio eliminazione, ma ha accesso alla puntata successiva
     (ELIMINATO) Il concorrente è stato eliminato